# Biathlon aux Jeux paralympiques
Le biathlon aux Jeux paralympiques, est une épreuve paralympique, qui est un dérivé du biathlon. 